# Кампания (ролеви игри)
В ролевите игри, кампания (на англ. campaign) е серия от приключения, в които най-често главните герои са едни и същи. С развитието на капанията се разкриват и нови аспекти от играта: нови неигрови персонажи, по-трудни препятствия, нови и по-добри умения за героите и т.н. Една кампания може да има ясно определен край, но може и да няма. Съществуват кампании, които описват целия живот на участващите в тях герои. Сесиите, които изграждат кампанията, представляват сцени от нея с определено значение за цялостното ѝ развитие. Нещата, които остават винаги едни и същи в една кампания, обикновено, са: игровото условие (setting), разказвачът и играчите.

## Елементи на кампанията
Една кампания се характеризира от няколко основни елементи.
- Основен стил на кампанията – освен предпочитанията на разказвача; системата и сетингът, по които се играе, налагат свой стил.
- Системата – тук водещият може да промени някои части от правилата или да вмъкне нови. Подобен тип промени се наричат домашни правила.
- Игровото условие или сетинг (Setting), което ще се използва за кампанията.
- Основна линия от приключения на кампанията, която ще се разгърне с нейното развитие.

## Стилове на игра
Стиловете на игра могат да бъдат разделени по много начини, но тези, които лежат в основата са:
- Кампании, базирани на Hack and slash – тези кампании са фокусирани върху битките с чудовища и възнаграждението, което идва след тях.
- Кампании, в които присъстват повече ролеви елементи, разговори и загадки.

## Алтернативни названия
Някои игри използват други наименования за „кампания“, но със същото значение. Например, White Wolf използват думата Chronicle за кампаниите в ролевите игри World of Darkness и Exalted.